# ERS–2
Az ERS–2 az ESA (Európai Űrügynökség) második földmegfigyelő műholdja.

## Küldetés
Az ERS–1 földmegfigyelő műhold programját folytatta. Feladata műszereinek segítségével a tengerek, a felhők hőmérsékletének mérése, a légköri nedvességtartalom, szélsebesség, szélirány megfigyelése, a tengerek hullámzásának vizsgálata, a sarki jégtakaró kutatása. A program kiegészült klorofill és vegetáció vizsgálattal. Kiegészítő mérőegysége a GOME (Global Ozone Monitoring Experiment) az ózonréteg ibolyántúli és látható részeit vizsgálta. 1996-ban az ERS–1-től átvette az irányító felderítő szerepet. Ellenőrzési, mérési fázisai 3 napos, 35 napos és egy 168 napos periódusban ismétlődtek.

## Jellemzői
1995. április 4-én Francia guyanai Kourou űrközpontból egy Ariane–4 hordozórakétával indították Föld körüli, közeli pályára. Energiaellátását kettő napelemtábla (11,7 x 2,4 méter) biztosította a felszerelt 22 260 napelemen keresztül, körülbelül 2,5 kilowatt értékig. Négy nikkel-kadmium (NiCd) eleme a földárnyékos időszakok alatt zavartalanul ellátta. A stabilitást infravörös horizontérzékelő biztosította. Több egység elromlása ellenére 16 éven keresztül biztosította a mérési adatokat. 2001-ben a giroszkóp elromlott, 2003-tól csak egy földi vevőállomás volt képes az adatait rögzíteni (a gyors technikai beavatkozás következtében több állomást átalakítottak az adatok vételére).
Egy poláris pályán keringő űreszköz a Föld pólusai közelében halad el minden keringésnél, vagyis a pálya inklinációja az egyenlítőhöz képest 98,5° volt. Az orbitális egység szinkronpályája 100 perces elliptikus pálya perigeuma 800 kilométer, az apogeuma 800 kilométer volt. Hasznos tömege 2516 kilogramm 2011. szeptember 5-én pályamódosító rakétájának indításával a Földhöz közelebbi, kb. 570 km magasságú körpályára állították, majd lekapcsolták a kommunikációs egységet és leválasztották az akkumulátorairól. A műhold üzemanyaga már korábban kifogyott.
Ez a pálya biztosítja, hogy a műhold 15 éven belül (azaz 2026-ig) belépjen a légkörbe és ott elégjen.